# マリア・エマヌエル・フォン・ザクセン
マリア・エマヌエル・プリンツ・フォン・ザクセン（ドイツ語: Maria Emanuel Prinz von Sachsen, 1926年1月31日 - 2012年7月23日）は、ザクセン王家家長。儀礼称号としてはマイセン辺境伯（ドイツ語: Markgraf von Meißen）およびザクセン公（ドイツ語: Herzog zu Sachsen）を称していた。

## 生涯
先代家長であったザクセン王子フリードリヒ・クリスティアンとその妻のトゥルン・ウント・タクシス侯女エリーザベト・ヘレーネ（アルベルトの長女）の間の長男（第1子）として生まれた。1963年にアンハルト公子オイゲン（アンハルト公エドゥアルトの三男）の娘アナスタジアと結婚したが子供を授からず、また後継者となる弟のアルベルトにも子供がなかったため、ザクセン王家家長位の相続問題が持ち上がった。
ザクセン王家の継承法は純サリカ式ではなく準サリカ式を採用しているため、女系を通じての相続も可能であった。マリア・エマヌエルは一番下の妹マティルデの一人息子で、同じヴェッティン家のエルンスト系に属するザクセン＝コーブルク＝コハーリ家のヨハンネスを次々代の後継者に指名しようと考えていたが、1987年にヨハンネスが登山中の事故で夭折したためにこの構想は頓挫した。
1997年、マリア・エマヌエルはもう一人の妹アンナの長男で、父方ではレバノンの地方領主の血を引くアレクサンダーを次々代の後継者に指名し、アレクサンダーとその家族にザクセン王家の女系分家ザクセン＝ゲッサフェ家を創設させた。しかしマリア・エマヌエルの弟アルベルトは叔父エルンスト・ハインリヒ王子の次男ティーモが平民との貴賤結婚で儲けた長男リューディガーを後継者として支持し、女系の甥アレクサンダーの継承には反対した。
2012年7月23日、86歳で死去。